# 淑徳共生苑
淑徳共生苑（しゅくとくきょうせいえん）は、千葉県千葉市中央区生実町にある特別養護老人ホームである。大乗淑徳学園の関連法人である、「社会福祉法人 淑徳福祉会」が運営している。

## 沿革
- 2007年4月 - 開設。
- 2010年9月24日 - 天皇明仁・皇后美智子が視察。
- 2011年 - 淑徳おゆみ診療所併設。